# Стоп-слово (фильм)
«Стоп-слово» (англ. Sanctuary) — психологический триллер Закари Уигона с Маргарет Куэлли и Кристофером Эбботтом в главных ролях. Премьера состоялась 11 сентября 2022 года на Кинофестивале в Торонто. В США фильм вышел в прокат 19 мая 2023 года, в России — 8 июня 2023 года.

## Сюжет
Ребекка и Хэл состоят в очень необычных, но по-своему счастливых отношениях: она его идеальная доминатрикс, а он её любимый богатый клиент. Но, когда Хэл получает в наследство многомиллионную компанию, он решает прекратить эти тайные встречи… Ребекка же идёт ва-банк и угрожает рассказать всему миру о его специфических вкусах. Теперь их сексуальная игра превратится в психологическую шахматную партию из манипуляций и лжи. Результат такой игры предсказать невозможно.

## В ролях
- Маргарет Куэлли — Ребекка
- Кристофер Эбботт — Хэл

## Производство
В сентябре 2021 года было объявлено, что Маргарет Куэлли и Кристофер Эббот присоединились к актерскому составу фильма, режиссером выступил Закари Уигон, сценарий написал Мика Блумберг. Съёмки картины проходили в Нью-Йорке.

## Релиз
Премьера состоялась 11 сентября 2022 года на Кинофестивале в Торонто. В США фильм вышел в прокат 19 мая 2023 года, в России — 8 июня 2023 года.

## Отзывы
Фильм получил положительные отзывы кинокритиков.